# Ортис Вердесото, Анаи
Анаи Ортис Вердесото (исп. Anahí Ortiz Verdezoto; род. в 2001 году) — эквадорская шахматистка, международный мастер среди женщин (2019).

## Биография
Анаи Ортис Вердесото представляла Эквадор в шахматных олимпиадах среди женщин:
- в 2018 году показала результат 6,5 из 11 на третьей доске[1].

В июле 2021 года Анаи Ортис Вердесото приняла участие в Кубке мира по шахматам среди женщин в Сочи, где в 1-м туре проиграла турецкой шахматистке Екатерине Аталык со счётом 0:2.
За успехи в турнирах ФИДЕ присвоила Анаи Ортис Вердесото звание международного мастера среди женщин (WIM) в 2019 году.

## Изменения рейтинга
| Графики недоступны из-за технических проблем. См. информацию на Фабрикаторе и на mediawiki.org. |